# Laevaranna
Koordinaten: 58° 23′ N, 22° 56′ O

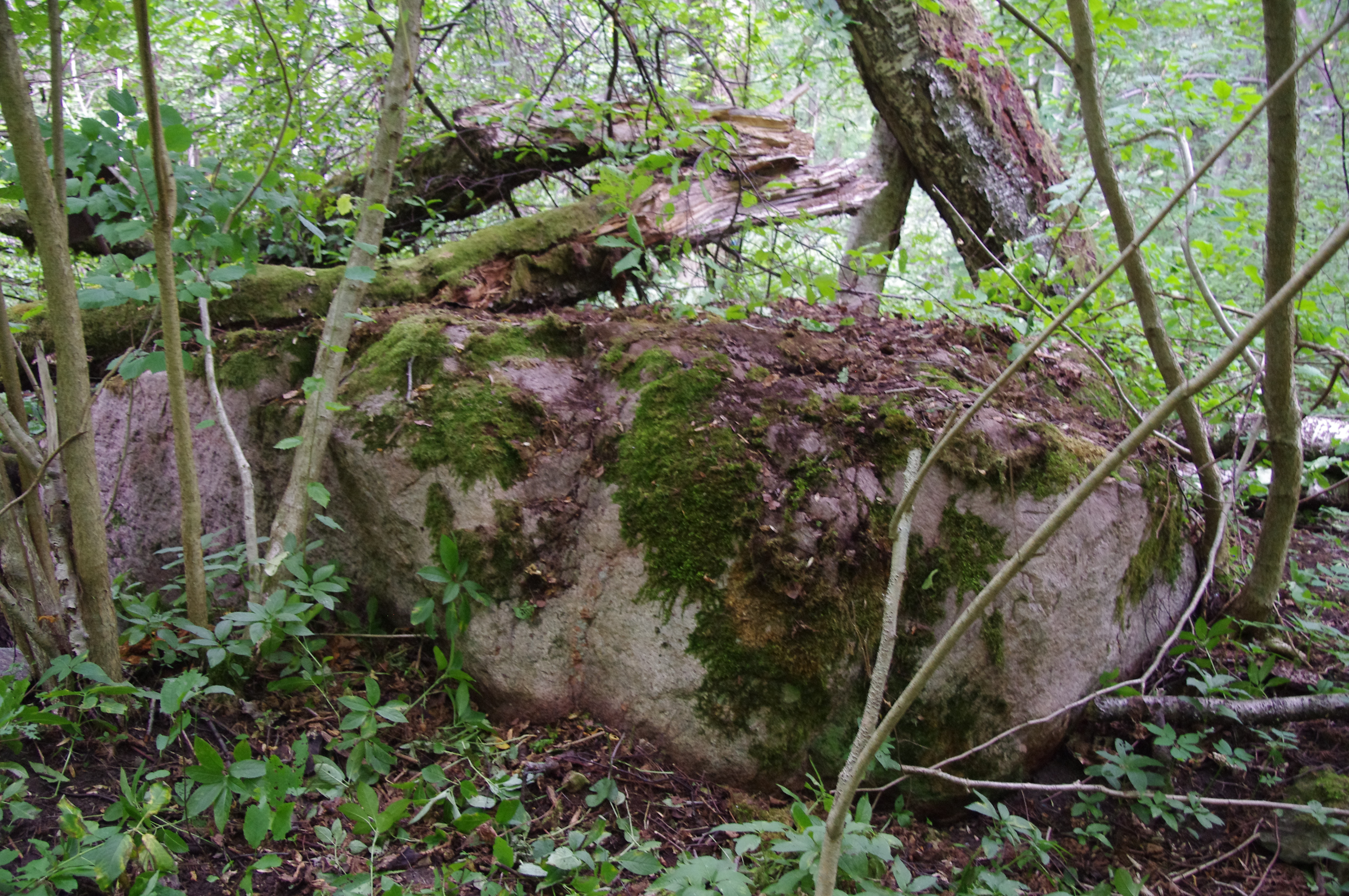
Der sog. „Hexenstein“ von Laevaranna

Laevaranna ist ein Dorf (estnisch küla) auf der größten estnischen Insel Saaremaa. Es gehört zur Landgemeinde Saaremaa (bis 2017: Landgemeinde Valjala) im Kreis Saare. Bis zur Neugründung der Landgemeinde Saaremaa hieß der Ort „Rannaküla“ und wurde umbenannt, um sich von Rannaküla zu unterscheiden, da beide nun in derselben Landgemeinde liegen.

## Einwohnerschaft und Lage
Das Dorf hat sechs Einwohner (Stand 31. Dezember 2011). Südöstlich des Dorfkerns liegt die Ostsee-Bucht Kunnati laht.

## Hexenstein
Ein 1,75 Meter hoher Findling im Wald bei Laevaranna wird „Hexenstein“ oder „Opferstein“ genannt. Um ihn ranken sich zahlreiche Volkssagen. Er soll besonders gegen Hautkrankheiten helfen.